# Anatoli Azo
Anatoli Azo, né 31 octobre 1934 à Leningrad (URSS) et mort le 25 novembre 2007 à Saint-Pétersbourg (Russie), est un acteur soviétique.

## Biographie
Anatoli Azo était d'origine estonienne par un grand-père arrivé en Russie au XIXe siècle.
Son père, qui avait divorcé de sa mère, mourut pendant la Grande Guerre patriotique.
Il suivit une formation professionnelle et obtint un diplôme en 1951 qui lui permit de travailler à l'Usine métallurgique de Léningrad (en).
Entre 1953 et 1956, il servit dans l'armée de terre soviétique. Démobilisé, il reprit son travail et fut même sélectionné pour être Héros du travail socialiste. 
Il serait sorti diplômé de l'Institut d'État russe des arts de la scène en 1958 et fit un premier film en 1962. Il travailla ensuite au Théâtre Komsomol de Leningrad (aujourd'hui le Baltic House Festival Theatre (en) puis au Théâtre Komissarjevskaïa. Il se consacra ensuite au cinéma et à la Lenfilm à partir de 1971, jusque dans les années 1990.
Il a été largement filmé, ce qui lui a permis de devenir un acteur célèbre des années 1970 et 1980. Anatoly Azo était un héros social qui interpréta beaucoup de militaires, de marins, d’ouvriers, de cadres.

## Filmographie
- 1969 : Chemins vers Lénine  (Unterwegs zu Lenin)  de Günter Reisch : paysan lituanien
- 1973 : Un homme bon et mauvais (Плохой хороший человек)  de Iossif Kheifitz : Kiriline
- 1981 : La Boucle d'Orion (Петля Ориона)  de Vassili Levine : Nikolaï Krechet
- 1982 : Bonne chance, Messieurs !  (Удачи вам, господа!)  de Vladimir Bortko : épisode
- 1983 : Les Demidov (Демидовы) de Yaropolk Lapchine (ru) : soldat

Télévision
- 1979 : L'Homme change de peau (Человек меняет кожу) de Boris Kimiagarov : Nikolaï Eremine